# Jõiste
Jõiste est un village de l'Ouest estonien se situant dans la Commune de Saaremaa (jusqu'en octobre 2017 commune de Leisi) dans le comté de Saare.